# Вулиця Княгині Ольги (Дніпро)

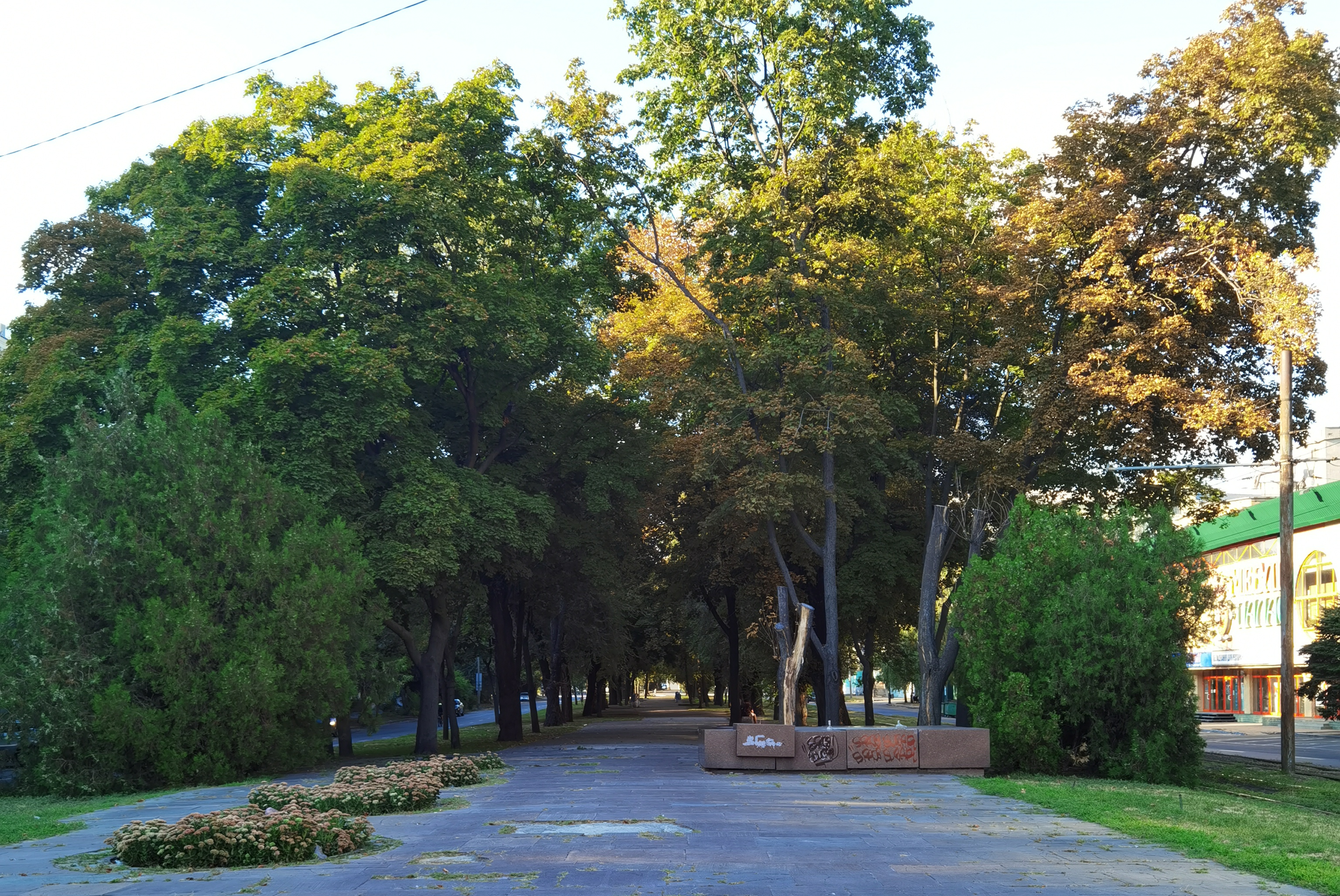
Алея посеред вулиці Княгині Ольги зі знесеним пам*ятником Горькому.

Вулиця Княгині Ольги — вулиця в Центральному районі міста Дніпро.

## Історія
У 1792—1793 рр. вулиця була кордоном території Катеринославської суконної фабрики[джерело?]. Саме тоді і була закладена величезна ширина вулиці, завдяки якій вона пізніше отримала свою першу назву — Широка.
Спочатку вона проектувалася як межа між фабрикою і містом і призначалася для пристрою дуже популярного в той час санітарного бульвару. Але вже планом міста 1806 року цей квартал був введений в межі міста. Через близькість до мосту через Дніпро на Широкій вулиці відразу ж з'явилося багато крамниць і питних закладів. З будівництвом залізниці, пароплавних і лісових пристаней все повернулося на круги своя, і торгівля знову розцвіла. А близькість станції призвела до появи тут і великих підприємств.

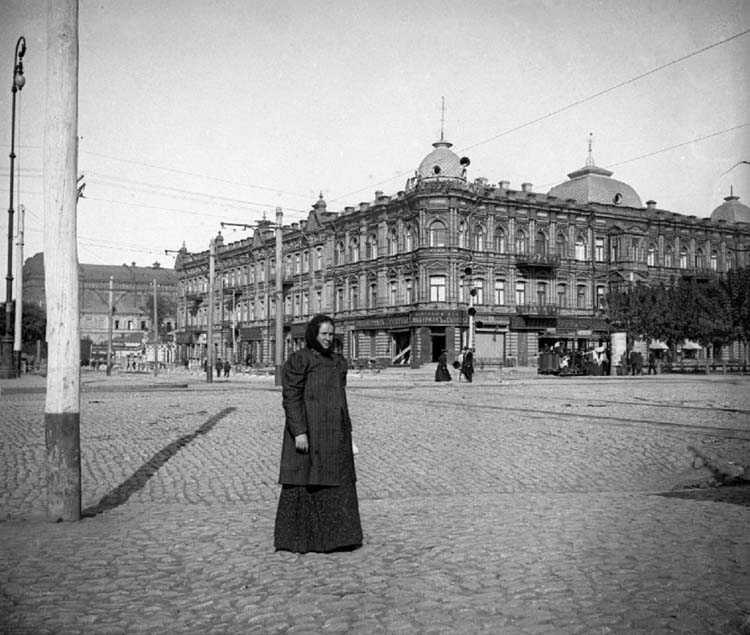
Будинок Зільбермана на розі вул. Княгині Ольги та проспекта Яворницького. Приблизно 1900 р.

У жовтні 1934 р президія дніпропетровської міської ради перейменувала вулицю Широку в вулицю Горького.
У 2016 році вулиця Горького отримала назву на честь княгині Ольги.

## Перехресні вулиці
- проспект Яворницького
- вулиця Степана Бандери
- Вулиця Князя Ярослава Мудрого
- вулиця Пастера
- Січеславська набережна
- площа Десантників

## Будівлі
- № 22 — головне управління ДФС у Дніпропетровській області